# Club Zebra
Club Zebra är ett musikalbum av Ulf Lundell som gavs ut den 7 oktober 2002. Titeln är tagen från den före detta musikklubben Club Zebra som låg i Kristinehamn på 1970-talet.

## Låtlista

### CD1
1. Intro
2. Fem minuter
3. Dicks spitfire
4. Den stora bilden
5. Vackra Anita
6. Senare år
7. Orkney
8. Fria fåglar i ett fritt land
9. Levande igen
10. Fyra hjul som rullar
11. Kvar där för gott
12. Odessa
13. Hon
14. Öppet hela natten
15. Farligt farligt härligt härligt
16. Transropa express

### CD2
1. Venus & Jupiter
2. På den andra sidan
3. Röd klänning
4. S:t Monica
5. Gå ut och var glad
6. Coco
7. Älska med främlingen
8. Ett underbart eko
9. Jag har jobbat hårt
10. Vi som är kvar
11. Club Zebra

## Medverkande
- Ulf Lundell: Sång, elgitarr, gitarr, munspel, maracas
- Janne Bark: Elgitarr, gitarr, sång
- David Nyström: Piano, keyboard, tubular bells, glockenspiel, timpanis, kör, bas (Hon)
- Jerker Odelholm: Bas
- Magnus "Norpan" Eriksson: Trummor, slagverk
- Staffan Astner: Elgitarr, gitarr
- Marcus Olsson: Saxofon, hammondorgel
- Jens Back: Hammondorgel, synth, wurlitzer
- Fredrik Fagerlund: Elgitarr

## DVD'n
Ulf Lundells andra konsert-DVD har även den namnet Club Zebra. Först släpptes den som en del i Lundells box Under vulkanen, 28 november 2007. 2 mars 2009 släpptes den även som en helt egen DVD på 2 skivor. I DVD:n ingår det 31 låtar från Club Zebra-turnén (Johanneshovs isstadion 7 december 2002), 1 låt från Göteborg (1993), 2 låtar från Johanneshovs isstadion (nyårsafton 1985) och 12 originalvideos.

## Listplaceringar
| Lista (2002-2003) | Topplacering |
| ----------------- | ------------ |
| Norge             | 36           |
| Sverige           | 1            |